# Lia van Schie
Lia van Schie (Leiden, 8 de julio de 1970) es una deportista neerlandesa que compitió en patinaje de velocidad sobre hielo.
Ganó una medalla de bronce en el Campeonato Mundial de Patinaje de Velocidad sobre Hielo de 1991. Participó en los Juegos Olímpicos de Albertville 1992, ocupando el octavo lugar en la distancia de 5000 m.

## Palmarés internacional
| Campeonato Mundial | Campeonato Mundial | Campeonato Mundial | Campeonato Mundial    |
| Año                | Lugar              | Medalla            | Prueba                |
| ------------------ | ------------------ | ------------------ | --------------------- |
| 1991               | Hamar (Noruega)    | Medalla de bronce  | Clasificación general |